# Sudi Rejo I
Sudi Rejo I is een bestuurslaag in het regentschap Medan van de provincie Noord-Sumatra, Indonesië. Sudi Rejo I telt 12.596 inwoners (volkstelling 2010).